# Макс Крмељ
Макс Крмељ — Матија (Хотавље, 23. фебруар 1910 — Љубљана, 5. мај 2004), учесник Народноослободилачке борбе, друштвено-политички радник СР Словеније и народни херој Југославије.

## Биографија
Рођен је у Хотављу 23. фебруара 1910. године. Отац му је погинуо на Сочи током Првог светског рата. Оставио је за собом супругу, сина и три кћери. Крмељ је завршио пет разреда основне школе у селу Пољане. Већ као десетогодишњи дечак морао је да служи код сељака. У 15. години запослио се прво као грађевински, а потом као шумарски радник. Скраћени војни рок од девет месеци није служио, као једина мушка глава у породици. Касније се бавио пчеларством, а 1935. преузео је очево имање и оженио се. У то време постаје активан у сељачко-радничком покрету, учланивши се у задружни покрет, којим је руководила КПЈ. Године 1939. образована је у Пољанама група кандидата за чланове КПЈ, у којој је био и Крмељ. После првог одржаног састанка, изгубили су везу и група се растурила.
Крајем априла 1941, одлази у посету сестри у Јесенице и тамо сазнаје да се припрема устанак. Приликом друге посете, сазнао је за образовање Антиимперијалистичког фронта, и тада успева да се повеже с КПЈ. Јуна 1941. посетио га је Алојз Кебе, признао му кандидатски стаж и после седмице примљен је у КПЈ. За то време организује скупљање оружја и муниције, којег је доста било по шумама, јер је у тим крајевима уз италијанску границу била југословенска одбрамбена линија. Одмах после примања у КПЈ, постао је секретар ћелије. После првих партизанских акција, организује више саботажа. У септембру, постаје секретар Рејонског комитета КПЈ Шкофја Лока, и учествује на саветовању на коме је одлучено да се дигне масовни устанак у децембру. У НОВЈ је ступио 15. децембра 1941. и постаје водник. После борбе у Дражгошама, постаје политички делегат вода, а затим комесар чете. Кад је формиран 2. батаљон 1. групе одреда „Пољански”, постао је његов политички комесар. Дана 9. септембра 1942. тешко је рањен у бици код Јеловице. У октобру 1942, био је именован за секретара Окружног комитета КПЈ за Крањ. Крајем новембра кооптиран је у Покрајински комитет за Горењску. Комесар Главног штаба Словеније, Борис Кидрич, у извештају ЦК оценио га је као најбољег међу свим политичким радницима у Горењској. У јануару 1943. постављен је за секретара Покрајинског комитета. У пролеће 1943. Народноослободилачки покрет у Горењској, после тешких прилика с јесени 1942, поново се разбуктао. Највећи успех је постигао укључивањем око две хиљаде нових бораца у партизанске редове. Руководио је политичким радом на терену и у војсци, стварањем мреже одбора ОФ и обнављањем ћелија КПЈ. Октобра 1943. био је изабран у Словеначки народноослободилачки савет и у делегацију за Друго заседање АВНОЈ-а. Октобра 1944. премештен је у Извршни одбор ОФ, који је тада био у Долењској. Као политички руководилац добио је чин мајора.
После рата радио је на организацији задружног покрета. Три пута је биран за члана ЦК КП/СК Словеније, био је посланик Републичке скупштине и до 1952. председник Главног задружног савеза Словеније. Од тада до пензионисања 1961. био је директор предузећа „Агромел”. По пензионисању је био резервни генерал-мајор и члан Савета СР Словеније.
За народног хероја проглашен је 27. новембра 1953.

## Одликовања
- Орден народног хероја
- Орден заслуга за народ са сребрним зрацима
- Орден братства и јединства са златним венцем
- Орден за храброст
- Партизанска споменица 1941.
- Орден партизанске звезде са пушкама